# 坎帕尼亞群島

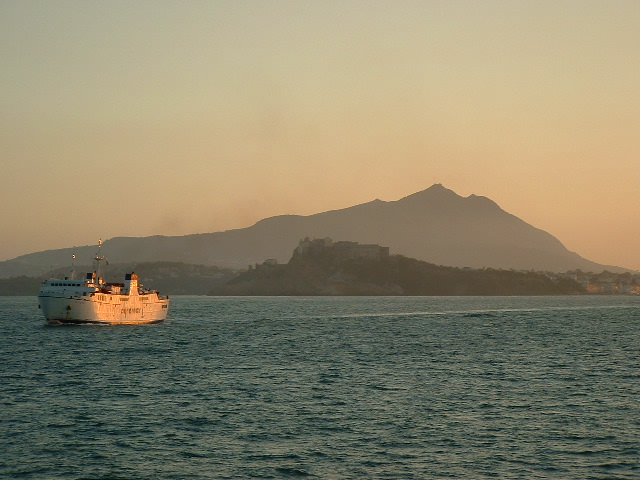

40°45′N 14°1′E / 40.750°N 14.017°E
坎帕尼亞群島（義大利語：Arcipelago Campano）是意大利的群島，由卡普里岛、伊斯基亚岛、普罗奇达、維瓦拉島及尼西達島所組成，位於該國西南部提雷尼亞海的那不勒斯灣，由那不勒斯負責管轄，總面積51.5平方公里，2009年人口約73,000。